# Entypesa
Entypesa is een spinnengeslacht in de taxonomische indeling van de Entypesidae. 
Entypesa werd in 1902 beschreven door Simon.

## Soorten
Entypesa omvat de volgende soorten:
- Entypesa andohahela Zonstein, 2018
- Entypesa enakara Zonstein, 2018
- Entypesa fisheri Zonstein, 2018
- Entypesa nebulosa Simon, 1902
- Entypesa rastellata Zonstein, 2018

### Nomen nudum
- Entypesa annulipes (Strand, 1907)